# Julius Ferdinand Müller
Julius Ferdinand Ritter von Müller (* 21. Januar 1823 in Weidenthal; † 17. März 1899 in Kaiserslautern) war ein deutscher Landgerichtspräsident. Er war von 1871 bis 1892 mit einer kurzen Unterbrechung bayerischer Landtagsabgeordneter.

## Leben
Müller war Sohn des Pfarrers Philipp Müller (1795–1872) und der Magdalena Lebachelle (1797–1860). Nach dem 1842 Abitur am humanistischen Gymnasium in Speyer studierte er Rechtswissenschaften in München. Er wurde 1855 Assessor am Bezirksgericht Kaiserslautern und später Landrichter in Waldfischbach und Obermoschel. Am Bezirksgericht Frankenthal wurde Müller 1860 Bezirksrichter und 1871 Staatsanwalt. Im folgenden Jahr wurde er zum Bezirksgerichtsdirektor in Landau befördert. Müller wurde 1879 zum Landgerichtspräsidenten in Kaiserslautern ernannt. Im Jahr 1898 schied Müller aus dem Amt. Er war mit der Oberförsterstochter Carolina Grohé aus Bergzabern verheiratet.

## Politik
Müller war als Referendar zeitweise Mitglied des örtlichen „Märzvereins“ in Zweibrücken und musste sich deswegen nach 1849 in der Zeit der Reaktion rechtfertigen.
Müller trat am 14. Dezember 1871 als Nachfolger von Friedrich Croissant in den 24. Landtag der bayerischen Kammer der Abgeordneten ein. Sein Wahlkreis war Speyer-Frankenthal. Im Landtag gehörte Müller als Mitglied und Vorsitzender vielen Ausschüssen an. Maßgeblich war er am Erlass fortschrittlicher Gesetze für die Pfalz beteiligt. Nach einem schweren Unfall ließ er sich schwerverletzt in den Sitzungssaal tragen, um über die Genehmigung des Versailler Vertrages 1871 abstimmen zu können. Wegen seiner Beförderung zum Gerichtspräsidenten wurde Müller 1879 im Wahlkreis Speyer in einer Neuwahl bestätigt.
Müllers Austrittsgesuch vom 5. Januar 1880 wurde vier Tage später genehmigt. Sein Nachfolger im Landtag wurde sein Kollege, der Landgerichtsdirektor Georg Reiffel. Mit Ablauf der 14. Wahlperiode schied Reiffel 1881 aus dem Landtag aus. Müller trat zur 15. Wahlperiode 1881 im Wahlkreis Landstuhl an. Er vertrat diesen bis 1889 im 31. Landtag. In dieser Zeit gehörte er den Nationalliberalen bzw. den „Vereinigte Liberalen“ an.
Müller war Mitglied der protestantischen Generalsynode der Pfalz und wurde mit dem Ritterkreuz des Bayerischen Verdienstordens vom Heiligen Michael ausgezeichnet.